# Gasthaus zum Adler (Ditzingen)

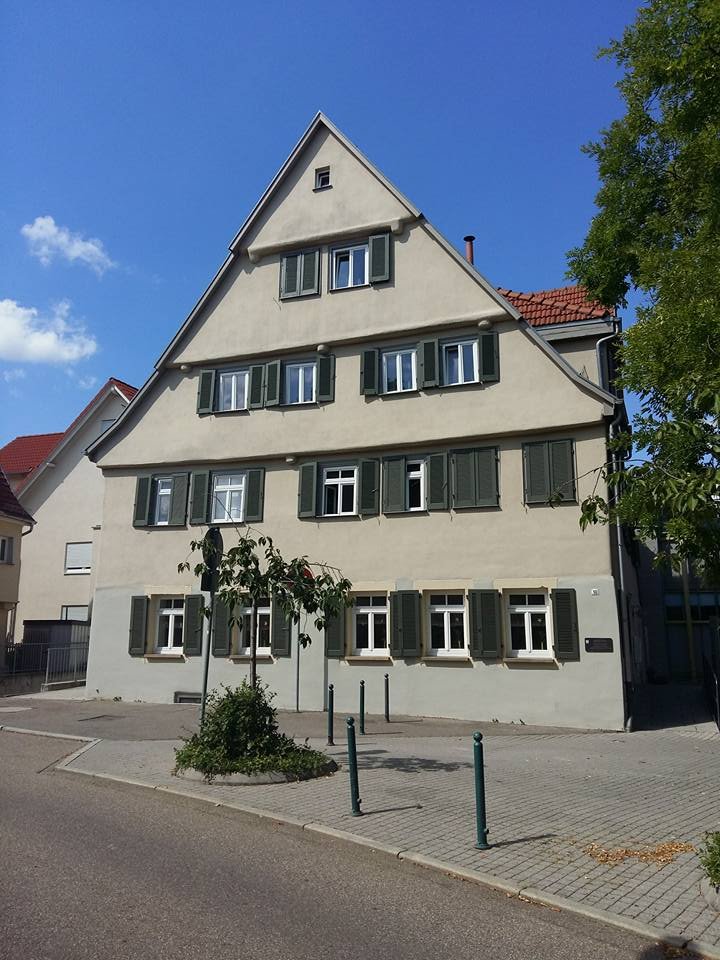
Ehem. Gasthaus zum Adler

Das Gasthaus zum Adler war eine historische Schildwirtschaft in Ditzingen, Landkreis Ludwigsburg. Das Gebäude ist nach § 2 DSchG BW geschützt.

## Geschichte
Der zweigeschossige verputzte Fachwerkbau in der Leonberger Straße 10 mit gemauertem Erdgeschoss und Gewölbekeller stammt im Kern aus dem 17. Jahrhundert. 1807 wurde der Gasthof umgebaut, 1932 um einen Kellerbau erweitert, in den später eine Kegelbahn eingebaut wurde. Über der Kegelbahn wurde 1961 ein Anbau für eine Bankfiliale errichtet. 1975 wurde die Gaststätte noch einmal gründlich renoviert, der Gastbetrieb aber wenige Jahre später eingestellt. Nach erneuter Sanierung wurde das Haus 2003 Sitz des städtischen Seniorentreffs Treffpunkt Adler.
1814 wurde im Adler der spätere württembergische Finanzminister Andreas von Renner als Sohn des Metzgers, Adlerwirts und Ditzinger Gemeinderats Johann Gottfried Renner geboren.